# Patrimoni dell'umanità dell'Ecuador
I patrimoni dell'umanità dell'Ecuador sono i siti dichiarati dall'UNESCO come patrimonio dell'umanità in Ecuador, che è divenuto parte contraente della Convenzione sul patrimonio dell'umanità il 16 giugno 1975.
Al 2022 i siti iscritti nella Lista dei patrimoni dell'umanità sono cinque e altrettante sono le candidature per nuove iscrizioni. I primi due siti iscritti nella lista nel 1978, durante la seconda sessione del comitato del patrimonio mondiale, sono stati la città di Quito e le isole Galápagos. Cinque anni dopo, nella settima sessione, il Parco nazionale di Sangay è divenuto il terzo sito ecuadoregno riconosciuto dall'UNESCO. La quarta aggiunta è costituita dal centro storico di Santa Ana de los Ríos de Cuenca, iscritto durante la ventitreesima sessione del comitato nel 1999. Il quinto e più recente patrimonio comprende parte del Qhapaq Ñan, sistema stradale andino, incluso nella lista nel 2014 dalla trentottesima sessione del comitato. Tre siti sono considerati culturali, secondo i criteri di selezione, due naturali; uno è parte di un sito transnazionale.

## Siti del Patrimonio mondiale
| Foto | Sito                                              | Luogo | Tipo                              | Anno      | Descrizione |
| ---- | ------------------------------------------------- | --- | --------------------------------- | --------- | --- |
|      | Isole Galápagos                                   | Provincia delle Galápagos                                                                                                | Naturale (1; vii, viii, ix, x)    | 1978-2001 | Situate nell'Oceano Pacifico a circa 1000 km dal continente sudamericano, queste 19 isole e la riserva marina circostante sono state definite un unico "museo vivente e vetrina dell'evoluzione". Situate alla confluenza di tre correnti oceaniche, le Galápagos sono un "crogiolo" di specie marine. L'attività sismica e vulcanica in corso riflette i processi che hanno formato le isole che, insieme all'estremo isolamento dell'arcipelago, portarono allo sviluppo di insolite forme di vita animale - come l'iguana terrestre, la tartaruga gigante e le numerose specie di fringuelli - che ispirarono la teoria dell'evoluzione per selezione naturale di Charles Darwin dopo la sua visita nel 1835. |
|      | Città di Quito                                    | Quito | Culturale (2; ii, iv)             | 1978      | Quito fu fondata nel XVI secolo sulle rovine di una città Inca e sorge a un'altitudine di 2 850 m. Nonostante il terremoto del 1917, la città ha il centro storico meglio conservato e meno alterato dell'America Latina. I monasteri di San Francisco e Santo Domingo, e la Chiesa e il Collegio dei Gesuiti di La Compañía, con i loro ricchi interni, sono puri esempi della "scuola barocca di Quito", che è una fusione di stili spagnolo, italiano, moresco, fiammingo e indigeno. |
|      | Parco nazionale di Sangay                         | Provincia di Azuay, Provincia di Cañar, Provincia del Chimborazo, Provincia di Morona Santiago, Provincia del Tungurahua | Naturale (260; vii, viii, ix, x)  | 1983      | Con la sua straordinaria bellezza naturale e due vulcani attivi, il parco illustra l'intero spettro degli ecosistemi, dalle foreste pluviali tropicali ai ghiacciai, con contrasti sorprendenti tra le cime innevate e le foreste delle pianure. Il suo isolamento ha favorito la sopravvivenza di specie autoctone come il tapiro di montagna e il condor delle Ande. |
|      | Centro storico di Santa Ana de los Ríos de Cuenca | Cuenca | Culturale (863; ii, iv, v)        | 1999      | Santa Ana de los Ríos de Cuenca si trova in una valle circondata dalle montagne andine nel sud dell'Ecuador. Questa città coloniale dell'entroterra, oggi terza città del paese, fu fondata nel 1557 sulle rigorose linee guida urbanistiche emanate 30 anni prima dal re spagnolo Carlo V. Cuenca osserva ancora l'impianto urbanistico formale ortogonale che ha conservato per 400 anni. Uno dei centri agricoli e amministrativi della regione, è stato un crogiolo di popolazioni locali e immigrate. L'architettura di Cuenca, in gran parte risalente al XVIII secolo, fu "modernizzata" durante la prosperità economica del XIX secolo quando la città divenne un importante centro esportatore di chinino, cappelli di paglia e altri prodotti.                                                                         |
|      | Qhapaq Ñan, sistema stradale andino               | 24 siti (altri 113 sono in Argentina, Bolivia, Cile, Colombia, Perù)                                                     | Culturale (1459; ii, iii, iv, vi) | 2014      | Questo sito è una vasta rete di strade per le comunicazioni, il commercio e la difesa che coprono 30 000 km. Costruita dagli Inca nel corso di diversi secoli e in parte basata su infrastrutture preincaiche, questa straordinaria rete attraverso uno dei terreni geografici più estremi del mondo collegava le cime innevate delle Ande (a un'altitudine di oltre 6 000 m) alla costa, attraversando calde foreste pluviali, fertili vallate e deserti. Raggiunse la sua massima espansione nel XV secolo. Il Qhapaq Ñan comprende 137 componenti distribuiti su oltre 6 000 km che sono stati selezionati per evidenziare i risultati sociali, politici, architettonici e ingegneristici della rete, insieme alle relative infrastrutture per il commercio, l'alloggio e lo stoccaggio, nonché siti di importanza religiosa. |

## Siti candidati
| Foto | Sito                                                    | Luogo                                                                       | Tipo                        | Anno       | Descrizione |
| ---- | ------------------------------------------------------- | --------------------------------------------------------------------------- | --------------------------- | ---------- | --- |
|      | Parco nazionale Machalilla                              | Cantone di Jipijapa, Cantone di Puerto López                                | Misto (1080)                | 30/06/1998 | Il Parco nazionale Machalilla si trova sulla costa centrale dell'Ecuador ed è considerato una delle aree più belle della costa. Una vasta estensione del parco è ricoperta da foresta primaria del tipo cosiddetto foresta tropicale arida. Allo stesso modo, all'interno dei confini del parco si trovano numerosi siti archeologici, appartenenti per lo più alla cultura Manteno; i più cospicui di essi sono l'isola di La Plata, l'isola di Salango, Salango, La Playita, Puerto López, Agua Blanca e Los Frailes. |
|      | Foresta pietrificata di Puyango                         | Cantone di Las Lajas, Cantone di Puyango                                    | Naturale (1081; viii, ix)   | 30/06/1998 | La foresta pietrificata include fossili come ammoniti, trilobiti e boschi pietrificati, risalenti a 70 milioni di anni fa, e copre un'estensione di almeno 2 568 ettari. Si trova nell'Ecuador meridionale e sotto la giurisdizione delle province di El Oro e Loja. |
|      | Zaruma città mineraria                                  | Zaruma                                                                      | Culturale (6089; iv, v)     | 24/02/2016 | Zaruma, una città mineraria costruita in un paesaggio montuoso subtropicale nelle Ande dell'Ecuador meridionale, non seguendo la disposizione a scacchiera così caratteristica delle città fondate in quel periodo, sviluppò un modello regionale e uno stile architettonico propri, adattati alla topografia delle montagne e incarnati nell'unicità delle sue strade, case di legno e orti familiari, nella persistenza di lunghi pozzi minerari e dei loro ingressi. |
|      | Itinerario culturale del treno transandino dell'Ecuador | Cantone di Alausí, Cantone di Bucay, Cantone di Chunchi, Cantone di Cumandá | Culturale (6090; ii, iv, v) | 24/02/2016 | Questa ferrovia è un'icona dell'ingegneria dell'epoca (fine del XIX e inizio del XX secolo), con caratteristiche che giustificano in modo convincente la definizione di "treno più difficile del mondo" a causa della complessità dell'attraversamento della Cordigliera delle Ande, da Guayaquil a Quito. La sezione scelta per la candidatura si snoda da Alausí (con la sua stazione e la città), attraverso Chiripungo, Piedra Grande, Zigzag Alto, Nariz del Diablo, Pistishi (con la sua stazione e la vicina città di Sibambe, il punto più alto) e poi giù dagli altopiani a quote più basse, attraverso la valle di Chanchán (con la sua stazione e la vicina città) e Huigra (con la sua stazione e la città), Ochoa (con la sua stazione), Naranjapata (con la sua stazione e la città), San José (con la sua stazione di Ventura e la città) e infine la città di Bucay come ultima stazione per questo tratto e prima per la regione costiera dell'Ecuador. |
|      | Paesaggio archeologico dei Mayo Chinchipe-Marañón       | Provincia di Zamora Chinchipe                                               | Culturale (6091; iii, v)    | 24/02/2016 | I resti materiali della cultura Mayo-Chinchipe-Marañón dimostrano lo sviluppo di una società 5500 anni fa, che viveva nell'ambiente mega-diverso della regione amazzonica, interagendo con esso e utilizzando le sue risorse in modo ottimale, raggiungendo alti livelli di simbolismo. Hanno anche mantenuto scambi con culture nelle regioni costiere dell'attuale Ecuador, come dimostrato dal loro uso delle conchiglie di Spondylus e Strombus. |